# Joe Lean & The Jing Jang Jong
Joe Lean & The Jing Jang Jong fue una banda de rock formada en el 2007 en Londres, Inglaterra.
El grupo a pesar de su corto periodo en su carrera musical, los críticos musicales y la revista británica NME los consideraban una "Nueva Promesa" de la música y rock independiente en el Reino Unido
El vocalista Joe Van Moyland, también fue vocalista del grupo de indie pop: The Pipettes. 
Posteriormente el grupo solamente sacó 1 álbum de estudio titulado por el mismo nombre del grupo y así mismo a principios del 2010 terminó sus actividades del grupo debido a la poca popularidad de la banda. así mismo la mayoría de sus integrantes se trasladaron a los grupos: Toy y One Night Only.
Sus sencillos más conocidos del grupo son: "Lucio Stars Fires", "Where Do You Go" y "Lonely Buoy". que llegaron a posiciones altas en la música independiente en el Reino Unido y en las listas del UK Singles Chart.

## Integrantes

### Exintegrantes
- Joe Van Moyland "Joe Lean" - vocal
- Thomas Dougall - guitarra
- Dominic O'Dare - guitarra
- Maxim Barron - bajo, vocal de apoyo
- James Craig - batería

## Discografía

### Álbumes de estudio
- 2008: "Joe Lean & The Jing Jang Jong" (Vertigo Records, Mercury Records)

### Sencillos
- "Where Do You Go" - (U.K. - #93)
- "Lucio Stars Fires"
- "Adelaide"
- "Lonely Buoy" - (U.K. - #43)